# Hubbardochloa gracilis
Hubbardochloa es un género monotípico de plantas herbáceas perteneciente a la familia de las poáceas. Su única especie: Hubbardochloa gracilis Auquier, es originaria del África tropical en Ruanda, Burundi, Zambia.
Algunos autores lo incluyen en el género Muhlenbergia.

## Etimología
El nombre del género fue otorgado en honor de Charles Edward Hubbard, eminente agrostólogo unido a la palabra griega chloe (hierba).